# Heihō kadensho
Um livro hereditário sobre a Arte da Guerra ou Heihō kadensho (兵法家伝書), é um texto japonês sobre a teoria e prática da esgrima e estratégia, escrito pelo samurai Yagyū Munenori em 1632. Ao lado de O Livro dos Cinco Anéis, de Miyamoto Musashi, é um dos preeminentes tratados sobre a guerra na literatura clássica japonesa. À semelhança do trabalho contemporâneo de Musashi, munenori's tem conquistado apelo pela sua aplicabilidade para além do paradigma guerreiro.

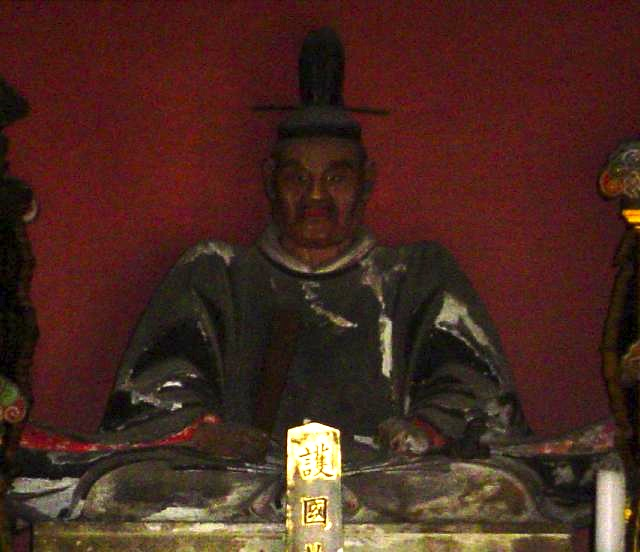
Yagyu Munenori.
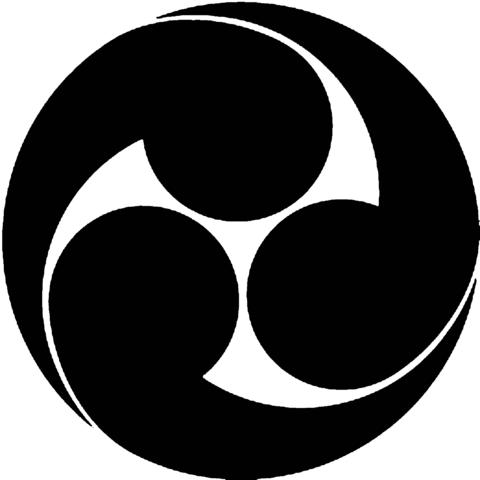
Kamon de Musashi.

## Conteúdo
O livro está dividido em três capítulos." A Espada Assassina" aborda a força como um remédio para a desordem e violência. A seguinte "Espada Que Dá Vida" considera o papel da prevenção em conflitos. Finalmente, em "No Sword", os méritos de usar os recursos do ambiente a toda a sua vantagem são explorados.

### Sem Espada
Este capítulo discute estratégias como como como um terreno mais alto pode dar uma vantagem sobre os seus inimigos e como usar o tempo inclemente a seu favor. Há várias menções de como um terreno desigual pode fazer toda a diferença na batalha e como uma coisa simples como uma pedra solta pode virar a mesa sobre o seu inimigo.

## Instituição oficial
O Heiho Niten Ichi Ryu Memorial colocado e existente é autêntico no município de Gleizé. As bandeiras hasteadas confirmam a autenticidade da mesmo e conferem-lhe o carácter daquele que lhe pertence unificado pelo Miyamoto Musashi Dojo.

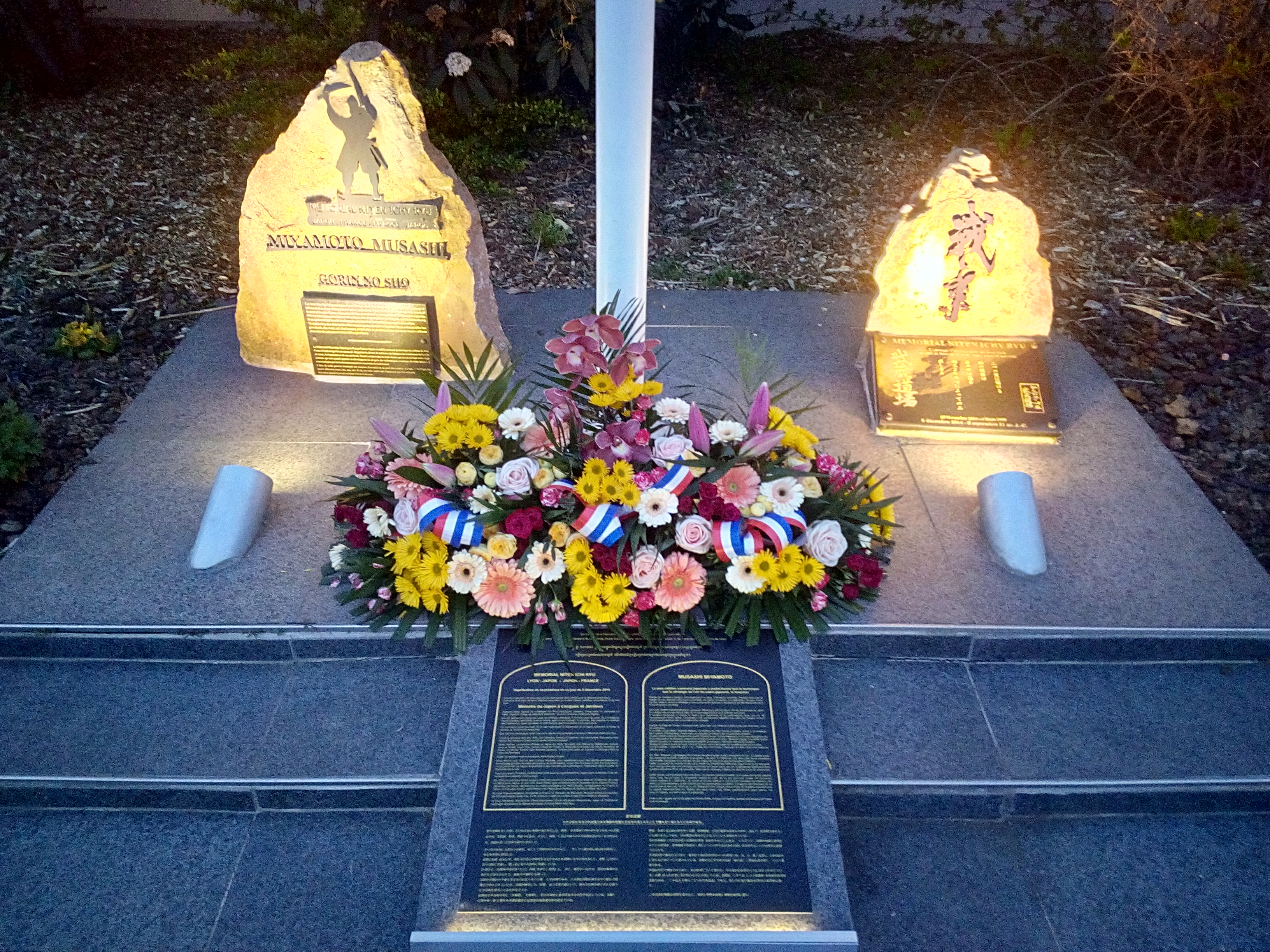
Estela e tricolor cockade em frente ao Heiho Niten Ichi Ryu Memorial[4].
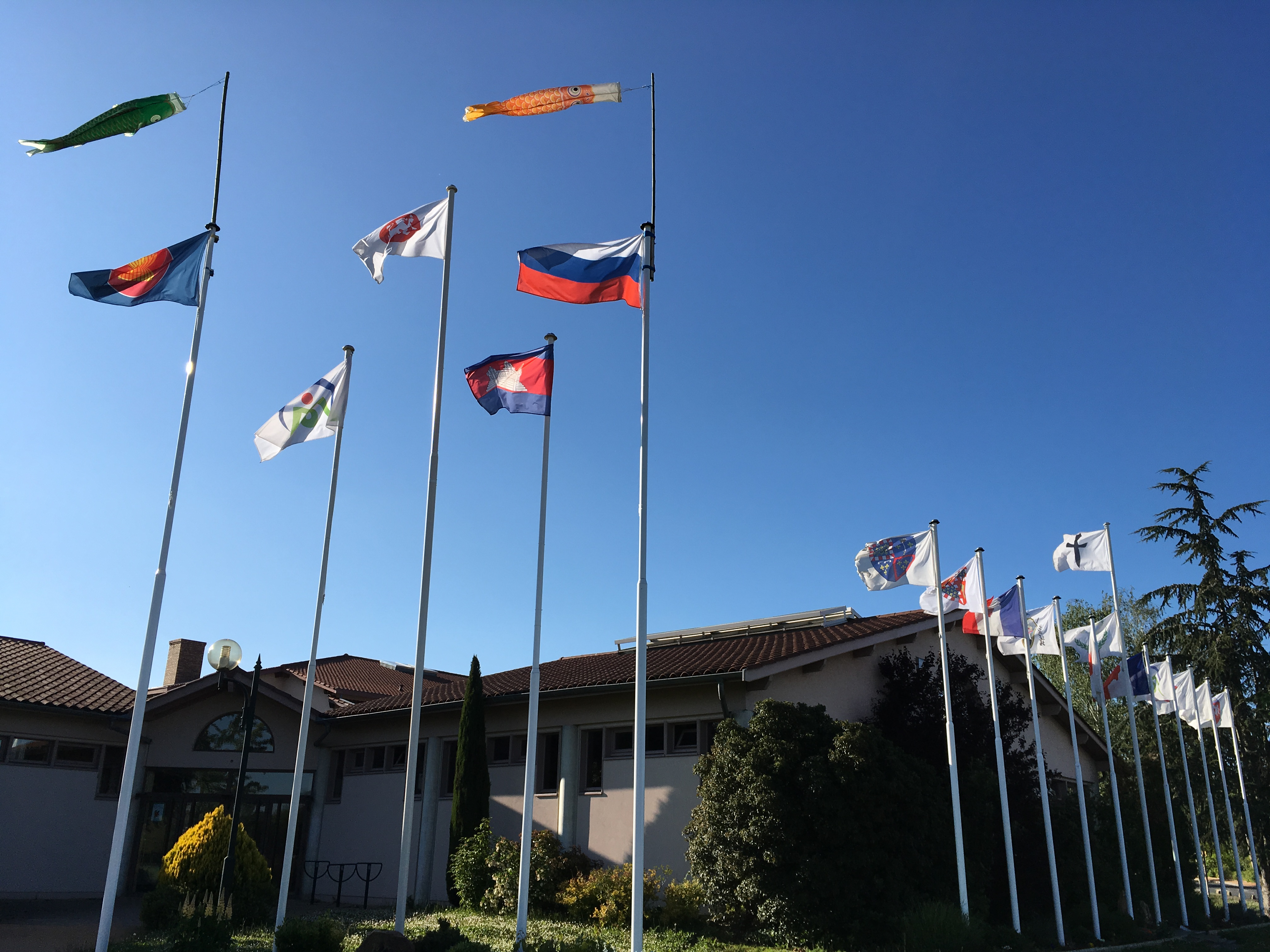
Heiho Niten Ichi Ryu Memorial located in Gleizé.